# 薩里鎮區 (密歇根州)
薩里鎮區（英語：Surrey Township）是位於美國密歇根州克萊爾縣的一個行政鎮區。

## 地方資料
薩里鎮區的面積為92.75平方千米，當中陸地面積為90.91平方千米，而水域面積為1.84平方千米。根據2020年美國人口普查的數據，當地共有人口3635人，而人口密度為每平方千米39.19人。